# William Kelly
William Kelly (Pittsburgh, 21 agosto 1811 – Louisville, 11 febbraio 1888) è stato un inventore statunitense.
Ricco proprietario di ferrerie e miniere, brevettò (1857) un metodo per sfruttare i minerali a ganga silicea negli strati profondi del sottosuolo.